# めるるのはっぴーsu るーむ
『めるるのはっぴーsu るーむ』（めるるのはっぴーす るーむ）は、文化放送をキーステーションに、NRN系で放送中の『レコメン!』内で放送していたラジオ番組。

## 概要
生見愛瑠の初めての冠ラジオ番組。
2020年9月30日、文化放送『レコメン!』に生見がゲスト出演した際に発表された。生見はこの番組が始まる半年前からラジオを聴き始めており、ラジオパーソナリティに憧れていたと語っている。
トークの相手として時折、生見のマネージャー（通称：まねね）の声が入ることがある。
『レコメン!』の公式Twitterでその日の放送の予告、次回の放送の予告を発信している。番組公式ハッシュタグは「#めるーむ」。
2021年5月より24年末までAKRacingがスポンサーについたことをきっかけに、毎回、ゲーミングチェアに座っての収録となっている。
番組開始の同時期には生見が文化放送の「～キミはひとりじゃない～文化放送 受験生応援キャンペーン」のキャンペーンガールを務めていた。
2022年8月31日の放送で100回を迎えた。
2025年3月26日をもって終了した。

## 放送時間
- 2020年10月7日 - 、文化放送 毎週水曜 23:30頃 - 23:45頃

## コーナー

### 現在のコーナー
ふつめるる
生見に質問したいことや感想などを募集するコーナー。
出動! めるポリス
リスナーから募集した明るい悩みを生見が解決していくコーナー。
変なるーてぃーーん
これって自分だけ?と思うようなマイルールやゲン担ぎなどを募集するコーナー。
オトメゴコロこんさるたんとぅ
男子からの質問に対して、女子の本音や気持ちを生見が代弁するコーナー。
もっちゃうちゃん
番組の最後に行っている、いまいちイケていない言葉や現象を生見が盛れている言葉に変化させるコーナー。
ささやきめるる
番組の最後に行っている、生見がどうでもいいようなことをささやくコーナー。

### 過去のコーナー
コーナー募集のコーナー
新コーナー案を募集するコーナーで1度だけ紹介した。

## ゲスト
- 2022年8月31日、9月7日 - 加藤史帆（日向坂46）[8]

## エピソード・備考
- 生見はハッシュタグでつぶやかれた実況ツイートのチェックをおこなっている[9]。
- お笑い芸人の昴生（ミキ）、生見の両親も放送を聴いている[10][11]。
- 2021年8月12日は特別編成のため、24時35分からの放送となり、この日のみ「レコメン!」を0時台のみ放送している放送局にも放送され、全国ネットでの放送となった。[12]
- 2024年4月17日は直前に豊後水道地震が発生。南海放送がネットワークに含まれていたため「レコメン!」自体が午前0時まで報道特別番組に切り替わり、休止された。